# Jozef Sluka
Jozef Sluka (* 4. října 1964, Bojnice) je bývalý slovenský fotbalista, útočník.

## Fotbalová kariéra
V československé lize hrál za ZVL Žilina a Inter Bratislava. Nastoupil v 60 ligových utkáních a dal 7 gólů. Ve slovenské lize hrál za Inter Bratislava a Petrimex Prievidza, nastoupil v 63 ligových utkáních a dal 12 gólů.

## Ligová bilance
| Ročník                                      | Zápasy | Góly | Klub               |
| ------------------------------------------- | ------ | ---- | ------------------ |
| 1. slovenská národní fotbalová liga 1982/83 | 14     | 1    | Baník Prievidza    |
| 1. slovenská národní fotbalová liga 1983/84 | 7      | 1    | Baník Prievidza    |
| 1. slovenská národní fotbalová liga 1985/86 | 28     | 4    | Baník Prievidza    |
| 1. československá fotbalová liga 1986/87    | 23     | 2    | ZVL Žilina         |
| 1. slovenská národní fotbalová liga 1987/88 | 8      | 0    | Baník Prievidza    |
| 1. slovenská národní fotbalová liga 1988/89 | 7      | 1    | Baník Prievidza    |
| Mistrovství středoslovenského kraje 1988/89 | -      | -    | Baník Handlová     |
| Mistrovství středoslovenského kraje 1989/90 | -      | -    | Baník Handlová     |
| 2. slovenská národní fotbalová liga 1990/91 | -      | 16   | Baník Prievidza    |
| 1. slovenská národní fotbalová liga 1991/92 | -      | 6    | Baník Prievidza    |
| 1. československá fotbalová liga 1991/92    | 10     | 0    | Inter Bratislava   |
| 1. československá fotbalová liga 1992/93    | 27     | 5    | Inter Bratislava   |
| Mars superliga 1993/94                      | 30     | 7    | Inter Bratislava   |
| Mars superliga 1994/95                      | 18     | 3    | Inter Bratislava   |
| Mars superliga 1995/96                      | 15     | 2    | Petrimex Prievidza |
| CELKEM                                      | 123    | 19   |                    |